# Czesław Staszczak
Czesław Franciszek Staszczak (ur. 16 września 1942 w Jabłonnie koło Lublina, zm. 21 lutego 2016) – polski urzędnik państwowy i działacz partyjny, w latach 1981–1987 I sekretarz Komitetu Wojewódzkiego PZPR w Białej Podlaskiej, w latach 1987–1989 podsekretarz stanu w Ministerstwie Spraw Wewnętrznych i szef Służby Polityczno-Wychowawczej.

## Życiorys
Syn Józefa i Zofii, pochodził z rodziny chłopskiej. Ukończył studia na Wydziale Prawa Uniwersytetu Marii Curie-Skłodowskiej w Lublinie (1966). Działacz Związku Młodzieży Wiejskiej (1957–1962), Zrzeszenia Studentów Polskich (1961–1966) oraz od 1959 Polskiej Zjednoczonej Partii Robotniczej. 
Od początku lat 60. pracował kolejno w zarządzie powiatowym ZMW, przez trzy lata w Komisji Propagandy i Informacji ZSP, następnie w strukturach Frontu Jedności Narodu. W latach 1966–1971 pracownik Komitetu Wojewódzkiego PZPR w Lublinie, od 1971 do 1975 był I sekretarzem Komitetu Powiatowego w Radzyniu Podlaskim, następnie sekretarzem organizacyjnym Komitetu Wojewódzkiego i od 1981 do 1987 I sekretarzem Komitetu Wojewódzkiego w Białej Podlaskiej. W latach 70. pozostawał zastępcą przewodniczącego, a od lutego 1983 przewodniczącym Wojewódzkiej Rady Narodowej w Białej Podlaskiej. Na X Zjeździe PZPR w lipcu 1986 wszedł w skład Komitetu Centralnego PZPR. Od 1 lutego 1987 do 22 listopada 1989 sprawował funkcję podsekretarza stanu w Ministerstwie Spraw Wewnętrznych i jednocześnie Szefa Służby Polityczno-Wychowawczej (ta druga funkcja została zlikwidowana wraz z jego odejściem).
Pochowany na cmentarzu parafialnym w Skolimowie-Konstancinie.

## Odznaczenia
- Krzyż Komandorski Orderu Odrodzenia Polski
- Krzyż Kawalerski Orderu Odrodzenia Polski
- Złoty Krzyż Zasługi
- Tytuł honorowy „Zasłużony dla Zdrowia Narodu”